# Nysius pulchellus
Espèce
Nysius pulchellus est une espèce d'insectes hémiptères de la famille des Lygaeidae, décrite par Carl Stål en 1859.